# 유민영 (평론가)
유민영(柳敏榮, 1937년- )은 대한민국의 평론가이다. 경기 용인 출신이다. 서울대학교 국문과 동대학원을 졸업하였다. 빈 대학을 졸업하였다. <한국연극산고> <한국극단사> 등의 저서가 있다. 현재 정동극장 이사장으로 있다.